# Понтійська дорога

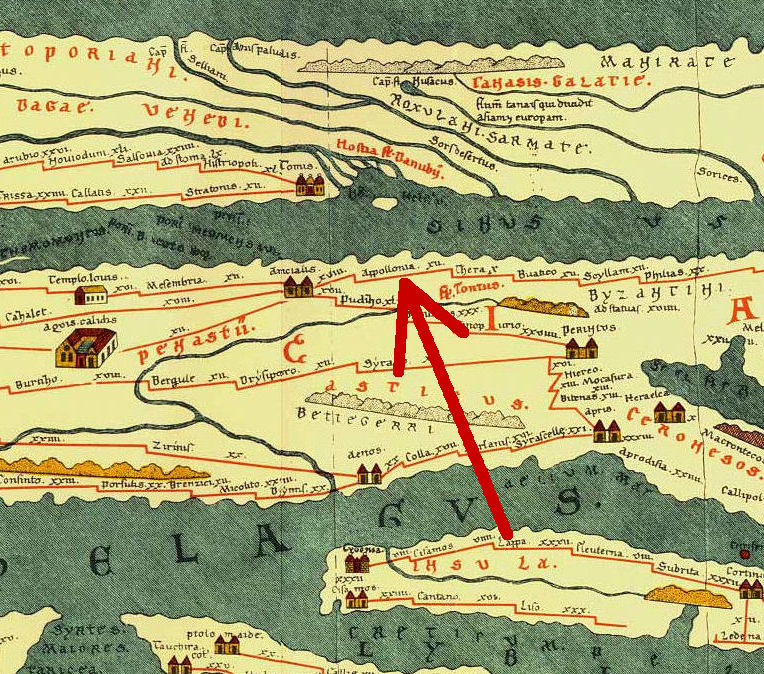
Аполлонія на Tabula Peutingeriana

Понтійська дорога (лат. Via Pontica) — римська дорога, що йшла вздовж Чорного моря (дав.-гр. Pontos Euxeinos, звідки й походить назва).
Дорога пролягала з Константинополя через Деульт (зараз Дебелт), Акви Каліди (зараз Бургас), Аполлнонію Понтійську (зараз Созополь), Месембрію (зараз Несебр), Одессос (лат. Odessos, зараз Варна), Каллатіс (грец. Καλλατις, зараз Мангалія) до Томіса (зараз Констанца) та Істрії.

## Проєкт Via Pontica в Болгарії
У 2010 Божидар Димитров, директор Національного історичного музею та віце-прем'єр Симеон Дянков започаткували проєкт Via Pontica з відновлення двадцяти стародавніх замків на узбережжі Чорного моря від Резово до Каліакри. Під час проведення цих робіт було виявлено декілька археологічних пам'яток, зокрема укріплення поблизу Созополя.